# GASQ
Die Global Association for Software Quality (kurz gasq) ist ein unabhängiger, internationaler und gemeinnütziger Verband mit dem Ziel, Softwarequalität in Forschung, Lehre und Industrie zu fördern. gasq unterhält ein internationales Netzwerk und unterstützt Zertifizierungsprogramme, wie zum Beispiel für Software-Tester und Usability-Experten, und ist gleichzeitig ein Serviceanbieter für Verbände und Gruppen, die sich für Softwarequalität einsetzen.
Die Gründungsmitglieder von gasq kommen aus Europa, Amerika und Asien. gasq wurde in Belgien vollständig ohne Fördermittelunterstützung gegründet und ist dort in der Rechtsform der Vereinigung ohne Gewinnerzielungsabsicht eingetragen. Daneben unterhält gasq Büros in Bulgarien, Frankreich, Deutschland und Spanien.

## Special Interest Groups
gasq ist eine Plattform für unterschiedliche nationale und internationale Special Interest Groups (SIGs). Ziel dieser SIGs ist es, Experten und interessierte Personen zusammenzubringen, um ein Netzwerk im Bereich der Softwarequalität zu knüpfen.
gasq hat drei Special Interest Groups: SIG Software Testing, SIG SPICE for Banking und SIG Usability Engineering. Eine SIG für Medizintechnik wurde geplant.